# De Vervanger
De De Vervanger (Ook wel 'Verrevanger') was een in 1688 gebouwde windmolen die op het bolwerk De Bocht in Amsterdam stond.

## De Bocht
De Bocht (ook wel de Bogt) was een bolwerk dat bij de eerste uitleg aangelegd was in het westen van Amsterdam, naast de Zoutkeetsgracht. Het bolwerk bevond zich ter hoogte van het huidige Zoutkeetsplein, naast de Zoutkeetsgracht. Het bolwerk is ten behoeve van de aanleg van het Westerkanaal in de jaren 1880 afgegraven

## De Vervanger
De molen werd gebruikt voor het malen van koren en was in 1688 gebouwd. De herkomst van de naam is niet geheel duidelijk. Op de stadsplattegrond van De Broen is een voorganger van de molen op dezelfde plek te zien, een standerdmolen.
Met het oog op de aanleg van het Westerkanaal en aanvaullende verbetering van de stadsinrichting van dit deel van de stad verzocht het stadsbestuur in 1877 een afbraak van de molen, en stuurde een deurwaarder op de eigenaren af. Deze gaven aan de molen nog langer te willen gebruiken, maar het mocht niet baten; de molen is uiteindelijk in 1878 afgebroken.